# 白身觀自在菩薩
白身觀自在菩薩（Śveta-bhagavatī）又名白身觀音，位於密教現圖胎藏界曼荼羅觀音院第三行上方第二位。

## 梵名意義
「Śveta」意謂「白」與「明亮」的意思，漢譯為「白身」並註解為「聚集白淨大悲」之意。
「bhagavatī」意謂「女性之世尊」、「佛母」亦與「Īśvarī」即女性自在主、女主宰的意思相同。此外，諸經軌中常將此尊與白衣觀音混淆為同一尊。密號「普化金剛」。

## 註腳
1. ↑   全佛編輯部. . 台北市: 全佛文化事業有限公司. 2016.5: 118. ISBN 978-957-8254-60-2 （中文）.
2. ↑   施勒伯格著 范晶晶譯. . 北京: 中西書局. 2017.7: 89  [2019-07-19]. ISBN 978-7-5475-0892-3 （中文）. 在所層面上，女世尊(bhagavatī)與女自在天(Īśvarī)、薩克提(Śakti)都是同義詞 Lokêśvararī也是其中一個別名。
3. ↑   龍德嚴淨. . 台中市: 法藏文化. 2012.4: 107. ISBN 978-986-85542-8-3 （中文）.  將Lokêśvararī翻譯作觀世自在